# Давідовізна
Давідовізна (пол. Dawidowizna) — село в Польщі, у гміні Ґоньондз Монецького повіту Підляського воєводства.
Населення — 123 особи (2011).
У 1975-1998 роках село належало до Ломжинського воєводства.

## Демографія
Демографічна структура станом на 31 березня 2011 року:
|          | Загалом | Допрацездатний вік | Працездатний вік | Постпрацездатний вік |
| -------- | ------- | ------------------ | ---------------- | -------------------- |
| Чоловіки | 64      | 14                 | 41               | 9                    |
| Жінки    | 59      | 14                 | 25               | 20                   |
| Разом    | 123     | 28                 | 66               | 29                   |